# 1998 en tennis
| Années du tennis : 1995 - 1996 - 1997 - 1998 - 1999 - 2000 - 2001    |
| Décennies du tennis : 1960 - 1970 - 1980 - 1990 - 2000 - 2010 - 2020 |

Cet article résume les faits marquants de l'année 1998 dans le monde du tennis.

## Décès
- 1er janvier : Helen Wills, 92 ans, joueuse américaine, vainqueur de 31 titres du Grand Chelem (dont 19 en simple entre 1923 et 1938)
- 25 mai : Todd Witsken, 34 ans, joueur américain, 4e mondial en double en 1988
- 8 juillet : Lilí Álvarez, 93 ans, joueuse espagnole de l'entre-deux-guerres, également journaliste et écrivaine